# Saint-Martin-de-Salencey
Saint-Martin-de-Salencey – miejscowość i gmina we Francji, w regionie Burgundia-Franche-Comté, w departamencie Saona i Loara.
Według danych na rok 1990 gminę zamieszkiwały 102 osoby, a gęstość zaludnienia wynosiła 6 osób/km² (wśród 2044 gmin Burgundii Saint-Martin-de-Salencey plasuje się na 808. miejscu pod względem liczby ludności, natomiast pod względem powierzchni na miejscu 554.).